# 타이토 타입 X
타이토 타입 X(Taito Type X)는 타이토가 2004년부터 제작한 일련의 아케이드 기판 기기들이다. PC 하드웨어를 기반으로 제작된 기판으로, 사양이 하나로 정해져 있지 않고 개발 역량과 비용에 맞는 사양의 부품을 선택할 수 있는 자율성이 특징이다. 예를 들어 타이토 타입 X7의 경우 파칭코 전용 기계로 쓰인다.
NESiCAxLive를 지원해 해당 소프트웨어를 설치하면 아케이드 운영자가 디지털 배급을 통해 게임을 다운로드받을 수 있다.